# Hercostomus additus
Hercostomus additus är en tvåvingeart som beskrevs av Octave Parent 1926. Hercostomus additus ingår i släktet Hercostomus och familjen styltflugor. Inga underarter finns listade i Catalogue of Life.